# マオド・ド・ブーア＝ブキッキオ
マオド・ド・ブーア＝ブキッキオ（Maud de Boer-Buquicchio, 1944年12月28日 - ）は、児童虐待とネグレクトの撲滅に注力するオランダ出身の法律家。2002年から2012年まで、欧州評議会の事務次長を務めた。2014年5月から2020年4月まで国連人権理事会が「児童の人身売買、児童売春、児童ポルノに関する特別報告者」に任命した人物。

## 来歴

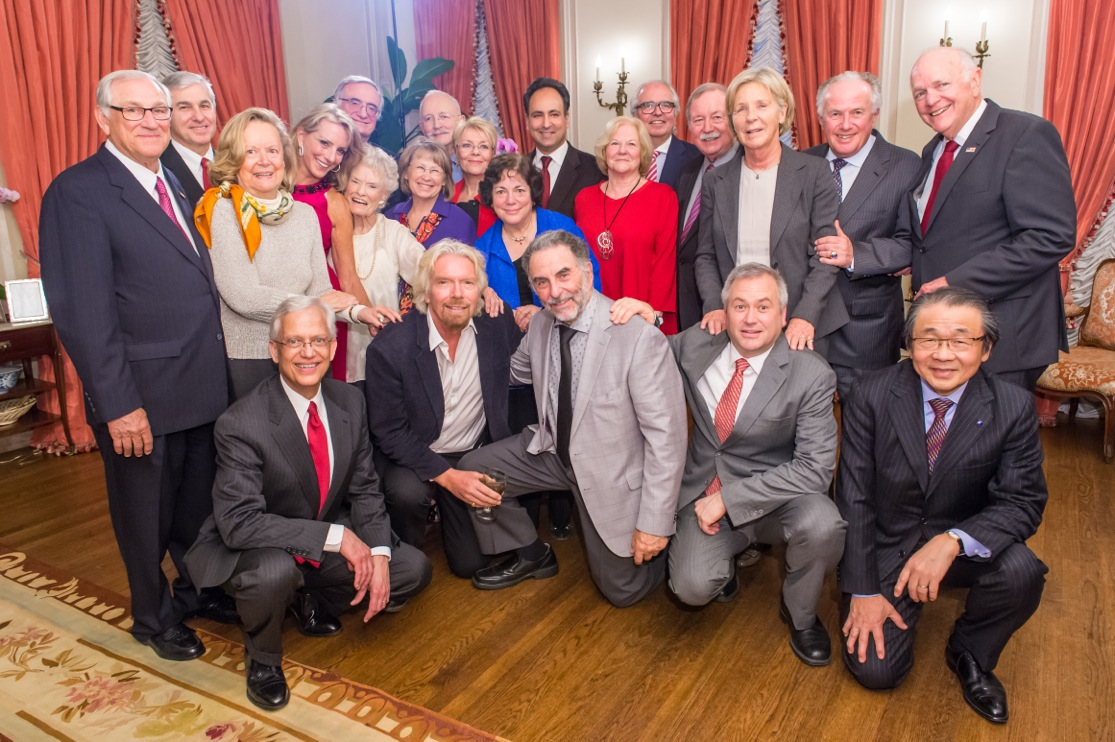
行方不明児童及び搾取被害児童問題対策国際センターの指導部のメンバーとド・ブーア＝ブキッキオ

オランダ南部のヘールレンにある町フンスブルク（Hoensbroek）に生まれる。ライデン大学でフランス語とフランス文学を学び、のちに法律も学ぶ。国際関係と労働法を専門として1969年に学位を取得、テーマは欧州連合法下における男女平等についての理論であった。
1969年に欧州評議会入りし、欧州人権委員会の法律事務をはじめとして、評議会議長秘書室、欧州人権裁判所の議員事務官など欧州評議会組織の要職を歴任した。2002年に事務次長に選出され、2007年にも再選出された。2012年に退任、事務次長の後任はガブリエラ・バッタイーニ＝ドラゴーニ。事務次長職在職中の業績としては、「性的搾取および性的虐待からの児童の保護に関する欧州評議会条約」の採択にあたり陣頭指揮を執ったとされる。
マオド・ド・ブーア＝ブキッキオはまた、行方不明児童及び搾取被害児童問題対策国際センター（International Centre for Missing & Exploited Children (ICMEC)）の理事の一人でもある。同センターは、子どもが安全な子ども時代を過ごす権利を享受できるように、児童性的虐待（性搾取）、児童ポルノグラフィ、児童誘拐と戦う全世界規模の非営利団体であるとしている。
2013年には「失踪・被搾取の児童に関する欧州連合会（European Federation for Missing and Exploited Children）」の代表理事に選出され、前欧州裁判所弁務官フランシス・ジェイコブスからその地位を引き継いだ。

## 国連特別報告者として
2014年5月に開かれた第69回総会で国連人権理事会は、ド・ブーア＝ブキッキオを「児童の人身売買、児童売春、児童ポルノに関する特別報告者」に任命した。2014年から2020年まで、6年の任期の中で彼女が国別訪問（country visits）で訪れた国は10か国（アルメニア、日本、ナイジェリア、ジョージア、ドミニカ共和国、ラオス、アイルランド、マレーシア、ガンビア、ブルガリア）に及んだ。

### アルメニア訪問
最初の国別訪問先になったのはアルメニアである。ド・ブーア＝ブキッキオは、アルメニア政府の招きに基づいて、2015年5月12日から18日まで7日間の日程で首都を含むアルメニアの各地を訪問し、法務大臣等の中央政府高官、地元警察、憲法裁判所長等の法曹関係者、児童保護シェルターのNGOなど多様なレベルの人員と面談した。報告書において彼女は、公的な統計に表れる児童人身売買等の件数は比較的少ないが、法制・啓発・教育の欠如による認知ギャップが存在する懸念を示した:18。また国外への違法な養子縁組に対する政府の取り組みを評価し、児童人身売買・児童労働等の防止に関する啓発・教育プログラムの重要性を強調した:18。

### 日本訪問
2015年10月19日から26日にかけて訪日し、児童の売買及び性的搾取の状況についての視察を行った。視察先は仁藤夢乃、伊藤和子、セーファーインターネット協会など。26日の日本記者クラブの席で、日本の子どもがさまざまな形の「性的搾取」の危険にあう可能性があると指摘した上で、日本の女子学生の13％が援助交際を行っていると発言したが、後日外務省の抗議を受け、「数値を裏付けるデータはなく、誤解を招くものだった。今後この数値を使用するつもりはない」とする書簡を日本政府に送り、数値に関する発言については事実上撤回した。
フランス語の日刊紙 Libération は、「日本の女子学生の13パーセントが援助交際をしている」という不確かな情報を出典を一切示さず国連を代表する者が述べるということは不適切で受け入れがたいことだとする日本国外務大臣による評価を示しつつ、その一方で「日本政府は児童買春の実態を把握しておらず、児童ポルノに対する取り組みも不十分である」とする非営利組織代表者の意見も紹介した。
行政学者で長野県立大学グローバルマネジメント学部教授の田村秀は、この発言について、「国連の特別報告者が発言したとなれば、本当なのだろうと思ってしまう」、「データの根拠を示すことは、データを使う側として最低限のエチケット」、「こんなことが許されていいのか」、「客観的データを示すことはどんな場合であっても必要不可欠」、「データの出所がはっきりしないようなものを、国連という権威ある機関に関わる人間が軽々に使うべきではない」、「卑劣なこと」などと厳しく批判している。
その一方、児童買春すれすれのビジネスに警察の摘発がほぼ追い付かないという事実に関して触れる専門家も少ないがいた。彼女の主張する「裏オプ」という隠語の元に行われている女子高生売春についての取材書籍が、ブキッキオの来日から3年後に発行された。ブキッキオ離日後、女子学生をとりまく金銭的環境は新型コロナウイルスのためにますます厳しくなり売春を余儀なくされた学生はいなくなっていない。

### ナイジェリア訪問
3か国目の国別訪問先はナイジェリアである。ド・ブーア＝ブキッキオは、ナイジェリア政府の招きに基づいて、2016年1月18日から22日までの日程で同国を訪問した。このときの訪問は他の分野の特別報告者と合同で行われ、主にナイジェリア北東部における「宣教と聖戦による慣行の民の集団」を自称する、いわゆる「ボコ・ハラム」の略奪の犠牲になった人々の回復と社会への再統合の状況を確認し、有効な対策を勧告の形で示すという目的で行われた。ド・ブーア＝ブキッキオは、ボコ・ハラムが2010年代に入って以来、多数の子どもを誘拐し、子ども兵士や自殺爆弾攻撃の爆弾に仕立て上げる、児童婚の嫁として配偶させるといった子どもへの暴力を継続しているという認識を示した(35-42)。そして、ナイジェリア政府を含む複数のアクターが、こうした暴力の被害者の肉体的精神的リハビリ・社会への再統合といった人道に基づいた支援を提供していることを評価しながらも、支援の需要に供給が追い付いていないこと、支援はナイジェリア社会の抜本的改革に基づいた包括的全体的な支援である必要があることを指摘した(83-88)。

### ジョージア訪問
4か国目の国別訪問先はジョージアである。ド・ブーア＝ブキッキオは、ジョージアでは一部のエスニック・マイノリティで児童婚が続いていること、違法な養子縁組が増加傾向にあること、国外の夫婦からエージェントを介し対価を受け取って代理母出産をするケースが増加傾向にあることに懸念を示した。そのうえで18歳未満の婚姻を例外なく禁止すること、国際代理母出産に対して政府による包括的規制を設けることなどを勧告した。

### 代理出産から生まれた子どもの権利保護について
2019年には、代理出産によって生まれた子どもへの権利保護のため、人身販売を根拠としない代理出産契約の批准と、及び同性愛カップルの代理出産の利用に関しての許可について報告をまとめている。

## 私生活
欧州評議会「人権と法の支配」委員のジャンニ・ブキッキオ（Gianni Buquicchio）と結婚して、2人の息子がいる。